# Mondon
För andra betydelser, se Mondon (olika betydelser).
Mondon är en kommun i departementet Doubs i regionen Bourgogne-Franche-Comté i östra Frankrike. Kommunen ligger i kantonen Rougemont som tillhör arrondissementet Besançon. År 2022 hade Mondon 79 invånare.

## Befolkningsutveckling
Antalet invånare i kommunen Mondon
Referens:INSEE